# 1854
Cette page concerne l'année 1854 (MDCCCLIV en chiffres romains) du calendrier grégorien.
L'année 1854 est une année commune qui commence un dimanche.

## Événements

### Afrique
- 23 février : à l’issue de la convention de Bloemfontein, la Grande-Bretagne reconnaît l’indépendance de l’État libre d'Orange[1].
- 21 mai : le Toucouleur El Hadj Omar Tall quitte Dinguiraye et se lance dans une guerre sainte[2]. Il attaque ses voisins animistes, s’empare de la région aurifère du Bambouk et de Nioro (1855). Mû par l’idéologie universaliste de l’islam et par un projet de rénovation égalitaire de la société, il encourage le libéralisme de la confrérie Tidjaniya, dont il est le représentant, et se promet d’imposer une « fraternité transcendante » aux peuples du Soudan occidental.

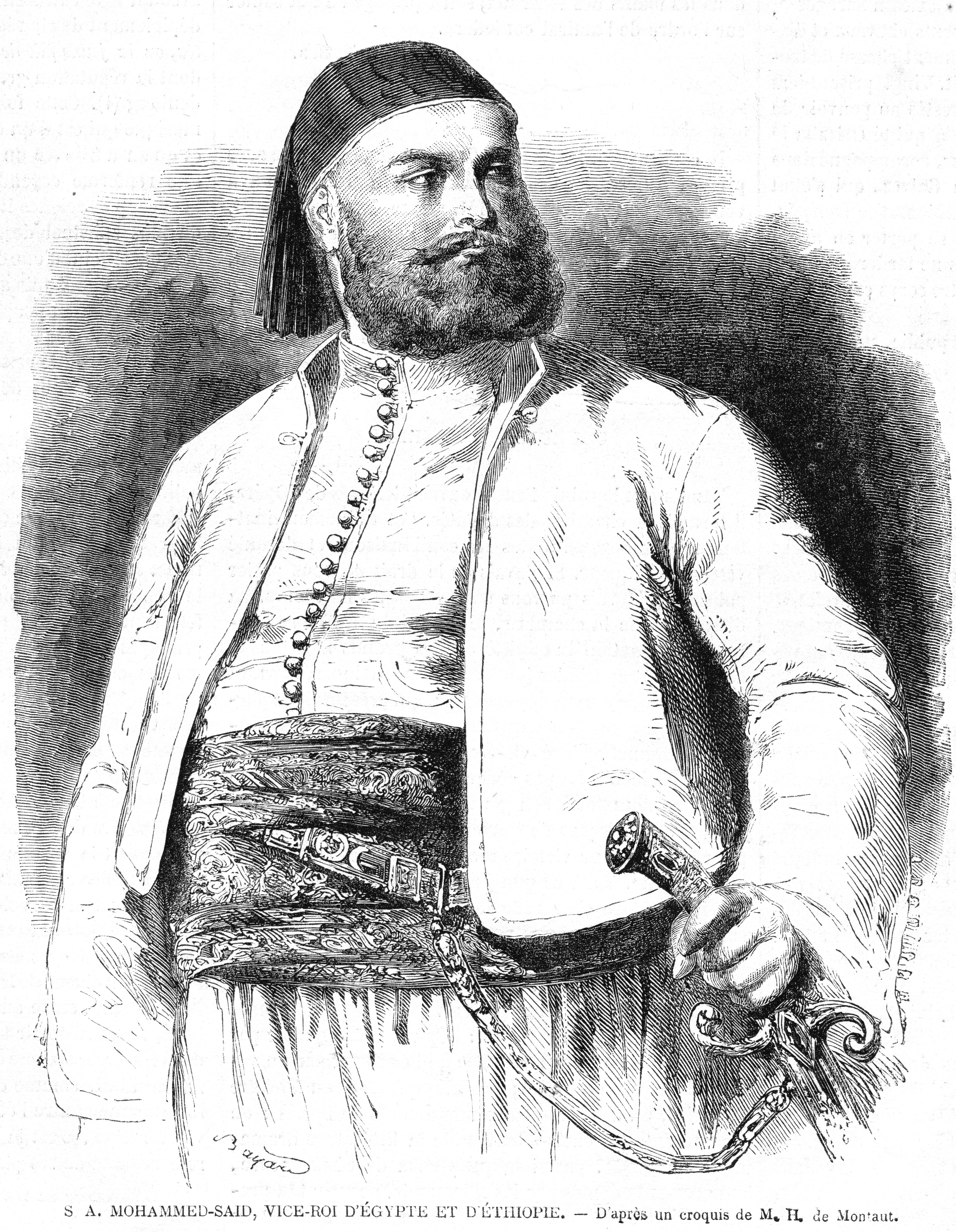
Mohamed Saïd Pacha en 1862. Gravure de L'Illustration.

- 13 juillet : le pacha d’Égypte Abbas Hilmi Ier est assassiné. Mohammad Sa'id Pacha, son oncle, fils de Méhémet Ali, prend sa succession (fin en 1863)[3]. Moins réticent à l’égard des Européens que son prédécesseur, il ne fait pas preuve de la même compétence politique que son père. Le début de son règne est marqué par la participation de l’armée égyptienne dans la guerre de Crimée auprès des alliés de l’Empire ottoman.
- 29 octobre, Aden : départ de l’expédition de Burton vers Harar en Éthiopie[4].

- 30 novembre : premier acte de concession accordé par Saïd Pacha, fils de Méhémet Ali, à Ferdinand de Lesseps pour le creusement et l’exploitation pendant 99 ans d’un canal à travers l’isthme de Suez[3].
- 2 décembre, Algérie : le colonel Desvaux, à la suite du combat de Meggarine le 29 novembre, occupe Touggourt[5].

- 16 décembre : Louis Faidherbe prend ses fonctions de gouverneur du Sénégal, dont il commence la conquête (1854-1861 et 1863-1865)[6]. Faidherbe unifie le Sénégal (1854-1865) qui devient une colonie française. Au prix de campagnes militaires incessantes, il transforme les comptoirs commerciaux de Saint-Louis et de Gorée en une seule colonie unifiée et étroitement surveillée. Il crée le corps des tirailleurs sénégalais (1857) et achève de soumettre les chefs locaux.
- Décembre : sous la pression des européens, le khédive d’Égypte supprime le commerce des esclaves Noirs au Soudan[7]. En 1855, il installe une garnison à Fachoda pour lutter contre la traite, mais devra la retirer deux ans plus tard devant son échec.

### Amérique
- 24 mars : abolition de l'esclavage au Venezuela[8].

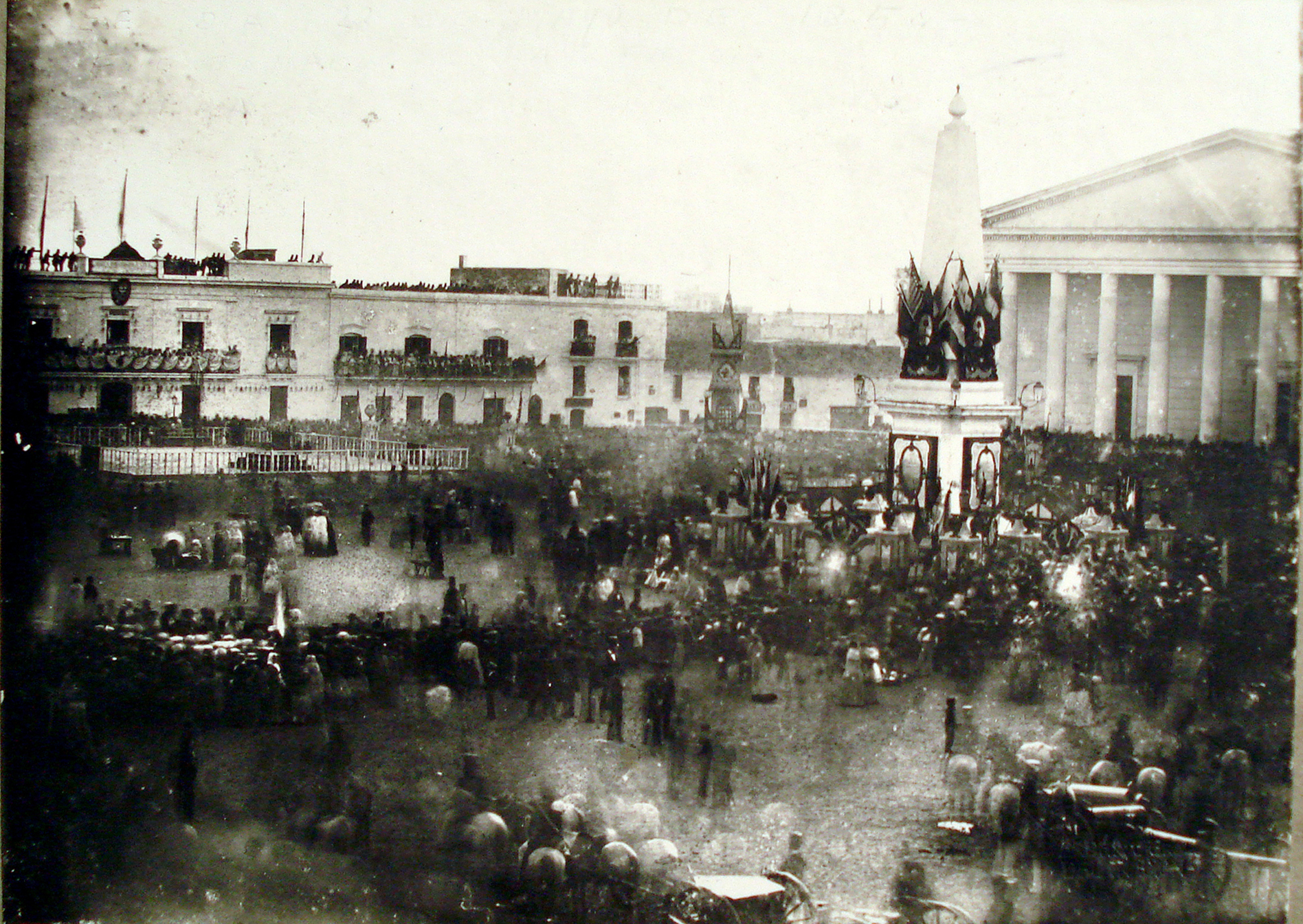
12 avril : l'État de Buenos Aires, sécessionniste, approuve sa propre Constitution.

- 17 avril : coup d'État du général José María Melo en République de Nouvelle-Grenade[10]. Le pays se soulève (Guerre civile colombienne).
- 30 mai : la loi sur le Kansas et le Nebraska (le peuple décidera du sort de l’esclavage) annule le compromis du Missouri, qui fixait la limite nord de l’esclavage à 36°30’[11].
- 5 juin : traité de réciprocité entre les États-Unis et le Canada[12], qui expire en 1866 du fait des États-Unis.
- 6 juillet : création du Parti Républicain (abolitionniste) aux États-Unis. Il regroupe les anciens whigs, Free Soilers et démocrates antiesclavagistes qui sont opposés à la loi sur le Kansas et le Nebraska[13].
- 13 juillet : intervention américaine au Nicaragua (San Juan del Norte) : le village de Greytown est détruit[14] pour venger une offense faite au ministre-résident américain en poste au Nicaragua le 15 mars.
- 9 octobre : ouverture à Ostende (Belgique) d’une conférence diplomatique entre l’Espagne et les États-Unis au sujet de l’achat par ces derniers de l’île de Cuba. Elle se poursuit jusqu’au 11 à Ostende, puis jusqu’au 18 à Aix-la-Chapelle (Allemagne)[15].
- 18 octobre : signature à Aix-la-Chapelle (Allemagne) du manifeste d'Ostende proposant au gouvernement des États-Unis de faire rapidement des propositions à l’Espagne pour l'achat de Cuba[16].
- 3 décembre : abolition de l'esclavage au Pérou[17].
- 4 décembre : le général José María Melo est battu par les forces combinées de Pedro Alcántara Herrán, Tomás Cipriano de Mosquera et José Hilario López à Bogota. Exil de Melo et fin de la Guerre civile colombienne[18].
- 24 décembre : arrivée des premiers immigrés travailleurs indiens à la Darse de Pointe-à-Pitre, venus remplacer les esclaves africains affranchis[19]. Un monument en leur mémoire a été érigé en décembre 2004 à cet endroit, in memoriam.

### Asie et Pacifique
- 4 février : construction du fort de Viernyi (Alma-Ata) par la Russie au Kazakhstan[20].

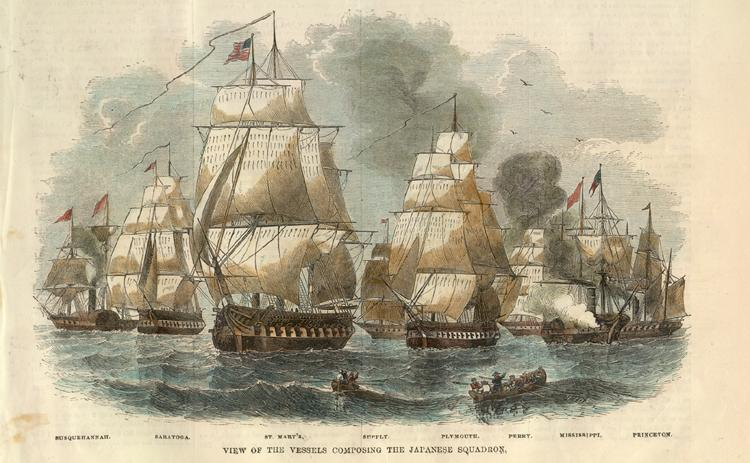
13 février : seconde visite au Japon de la flotte de Perry

- 13 février, Japon : retour de la flotte du commodore Matthew C. Perry dans la baie de Tokyo, pour chercher la réponse du gouvernement nippon. Il se présente devant le port de Shimoda avec sept navires de guerre. Le nouveau shogun Iesada Tokugawa décide de consulter l’empereur[21].
- 13 mars : sur le conseil de la Compagnie anglaise des Indes orientales, lord Dalhousie fait occuper Jhansi (Bengale), qui connaît une crise politique ouverte à l’occasion de la montée sur le trône du nouveau roi, Anando Rao, âgé de cinq ans[22].
- 31 mars : traité de Kanagawa, par lequel Perry obtient l’ouverture de ports japonais aux navires américains[21] (Shimoda et Hakodate).
- 10 mai, Liban : mort du caïmacan maronite Haydar Bellama[23]. Son fils Bachir lui succède. Après dix ans de service aux côtés des autorités ottomanes, Bellama s’était taillé une réputation de corrompu et d’apostat (il se convertit à l’islam et redevient chrétien au gré des circonstances). Devant l’opposition populaire, son fils s’exile à Istanbul. Un nouveau patriarche maronite, Paul Masad, est élu le 12 novembre[24].
- 24 mai : première assemblée du Parlement de Nouvelle-Zélande, à Auckland[25].
- Mai : le Népal déclare la guerre au Tibet (paix en 1856)[26].
- 27 août (18 août du calendrier julien), guerre de Crimée : victoire russe sur une escadre franco-britannique à la bataille de Petropavlovsk, au Kamtchatka[27].
- 14 octobre : traité d'amitié anglo-japonais signé à Nagasaki[28].

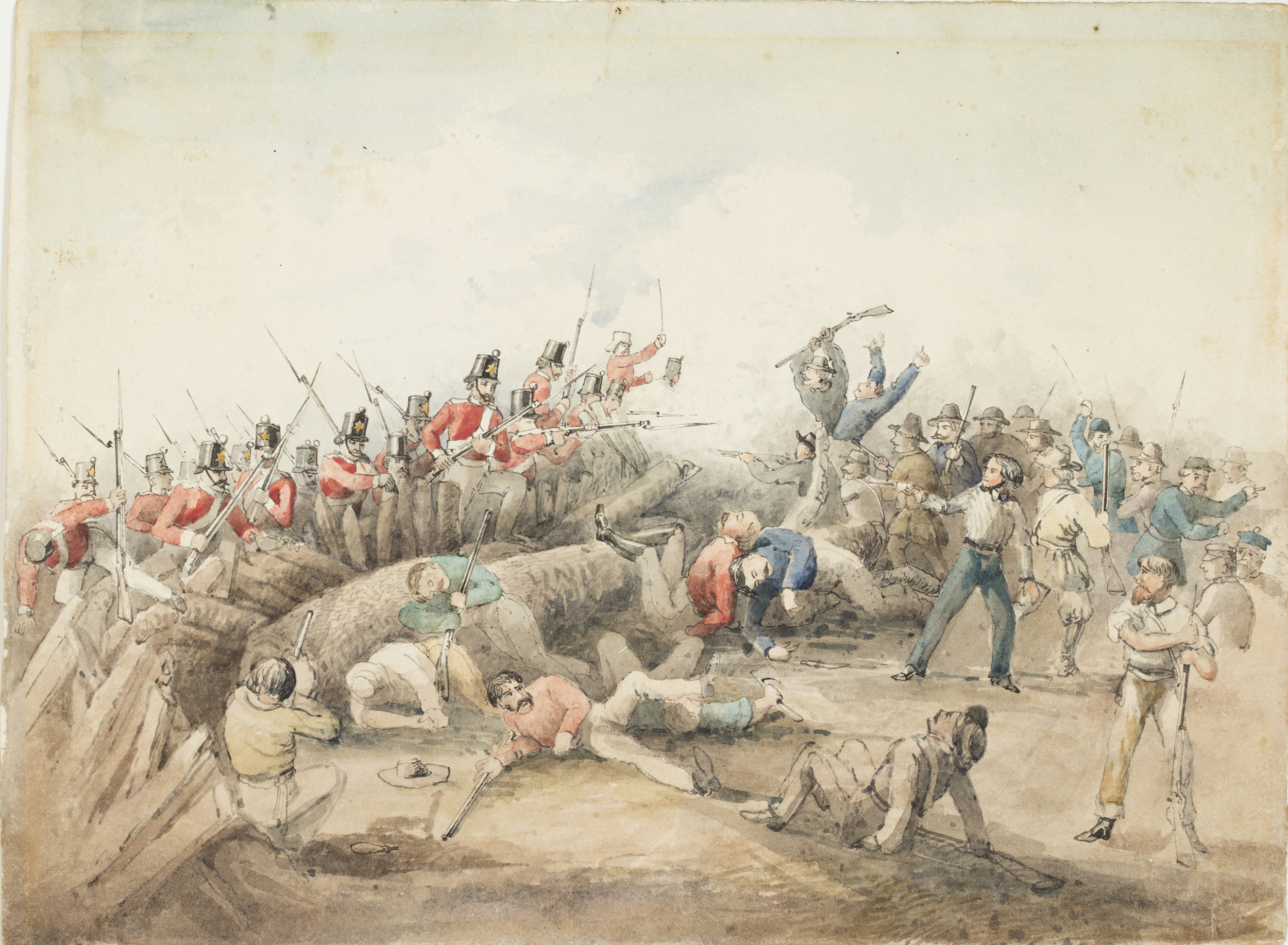
3 décembre : Barricade à Eureka, aquarelle de J. B. Henderson (1854).

- 3 décembre : répression de la révolte des chercheurs d’or d’Eureka, près de Ballarat, en Australie. Elle fait 25 tués et 30 blessés[29].
- 23 et 24 décembre : tremblements de terre au Japon suivis d’un tsunami[30].
- Soulèvement des tribus Miao du Guizhou en Chine[31] (fin en 1872).

### Europe
- 1er janvier : le royaume de Hanovre et le grand-duché de Bade rejoignent le Zollverein[32].

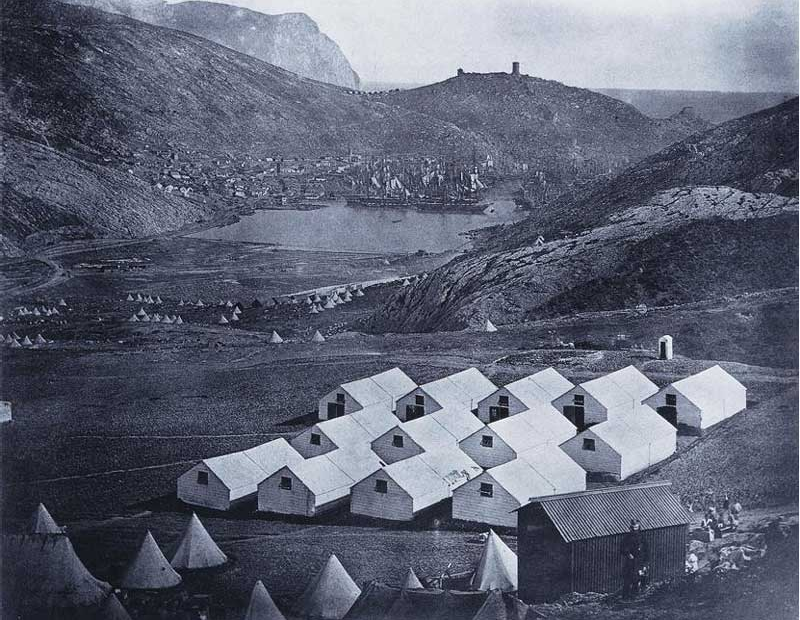
Le camp de Balaklava. Photographie de Felice Beato et James Robertson.

- 3 janvier, Guerre de Crimée : une flotte franco-britannique pénètre en mer Noire pour venir en aide aux Turcs contre la Russie[33].
- 28 janvier : des soulèvements ont lieu dans les provinces ottomanes du nord de la Grèce, en Albanie, en Épire, en Thessalie (Kalambaka) et en Macédoine[34]. Les insurgés, incapables de prendre Arta, sont battus à Péta le 25 avril ; les consuls français et britanniques obtiennent l’arrêt des combats de l’amnistie[35].
- 27 février : le tsar refuse de prendre connaissance de l’ultimatum franco-britannique exigeant l’évacuation des principautés danubiennes avant le 30 avril[33].
- Février, Royaume-Uni : présentation au Parlement du rapport de Northcote et de Trevelyan sur la fonction publique, qui préconise la sélection par concours écrit plutôt que par cooptation et jette les bases de l’organisation de la haute administration[36].
- 11 mars : en France, le maréchal de Saint-Arnaud prend le commandement de l’armée d’Orient[37].
- 12 mars : la France et le Royaume-Uni s’allient à l’empire ottoman[33].
- 20 mars : les troupes russes passent le Danube[33].
- 27 mars, Guerre de Crimée : la France et le Royaume-Uni déclarent la guerre à la Russie, en guerre contre l’empire ottoman, en application du traité de Constantinople de 1832[38].
- 20 avril : François Joseph Ier d'Autriche choisit la neutralité dans la crise d’Orient et conclut un traité d’alliance défensive avec la Prusse au cas où la Russie entrerait dans les Balkans, qui met la confédération germanique en dehors du conflit[33].

- 22 avril :
  - une flotte franco-britannique bombarde la ville russe d’Odessa[39].
  - les insurgés grecs sont battus a Damoko (Thessalie) par Abdi pacha. Le 25, les Ottomans prennent Peta, le quartier général de l’insurrection[40].
- 25 mai : les troupes franco-britanniques débarquent au Pirée pour empêcher la Grèce de s’allier à la Russie dans le conflit turc[41].
- 14 juin : la Porte autorise l’Autriche à occuper les provinces roumaines[40]. Durant les combats, les patriotes roumains mènent campagne pour l’union.
- 18 juin, Abdi pacha et Fuad Effendi prennent d’assaut le camp retranché des insurgés grecs à Kalabak ou Kalampaka en Thessalie[41].
- 28 juin : pronunciamiento de Vicálvaro en Espagne (Vicalvarada) ; le 7 juillet, Leopoldo O'Donnell proclame le manifeste de Manzanarès, programme libéral rédigé par Antonio Cánovas del Castillo. Le mouvement atteint Madrid le 17 juillet et le 30 porte au pouvoir les progressistes menés par Baldomero Espartero, nommé Président du Conseil des ministres et Leopoldo O'Donnell, ministre de la guerre (Biennat progressiste, 1854-1856)[42]. Agitation en Catalogne.
- 3 juin : l’empereur d’Autriche somme le tsar d’évacuer la Moldavie et la Valachie. Les troupes russes obtempèrent le 8 août pour éviter un second front dans les Balkans[33]. L’alliance austro-russe est brisée.
- 13 juin : défaite des libéraux aux législatives partielles en Belgique. Ils perdent la majorité mais le roi convainc le Premier ministre Henri de Brouckère de conserver le pouvoir (17 juin)[43].

- 8 août : conférence de Vienne. Adoption des Quatre points de Vienne. Autriche, Royaume-Uni et France exigent de la Russie, qui refuse, la garantie collective des principautés danubiennes et de la Serbie, la protection internationale des chrétiens ottomans, la libre navigation sur le Danube et la révision de la Convention des Détroits de 1841 (plus de navires de guerre)[33].
- 12 août, Guerre de Crimée : le corps expéditionnaire de la Baltique met le siège devant la forteresse de Bomarsund qui capitule le 16 août[44].
- 31 août : Épidémie de choléra de Broad Street à Soho (Londres)[45].

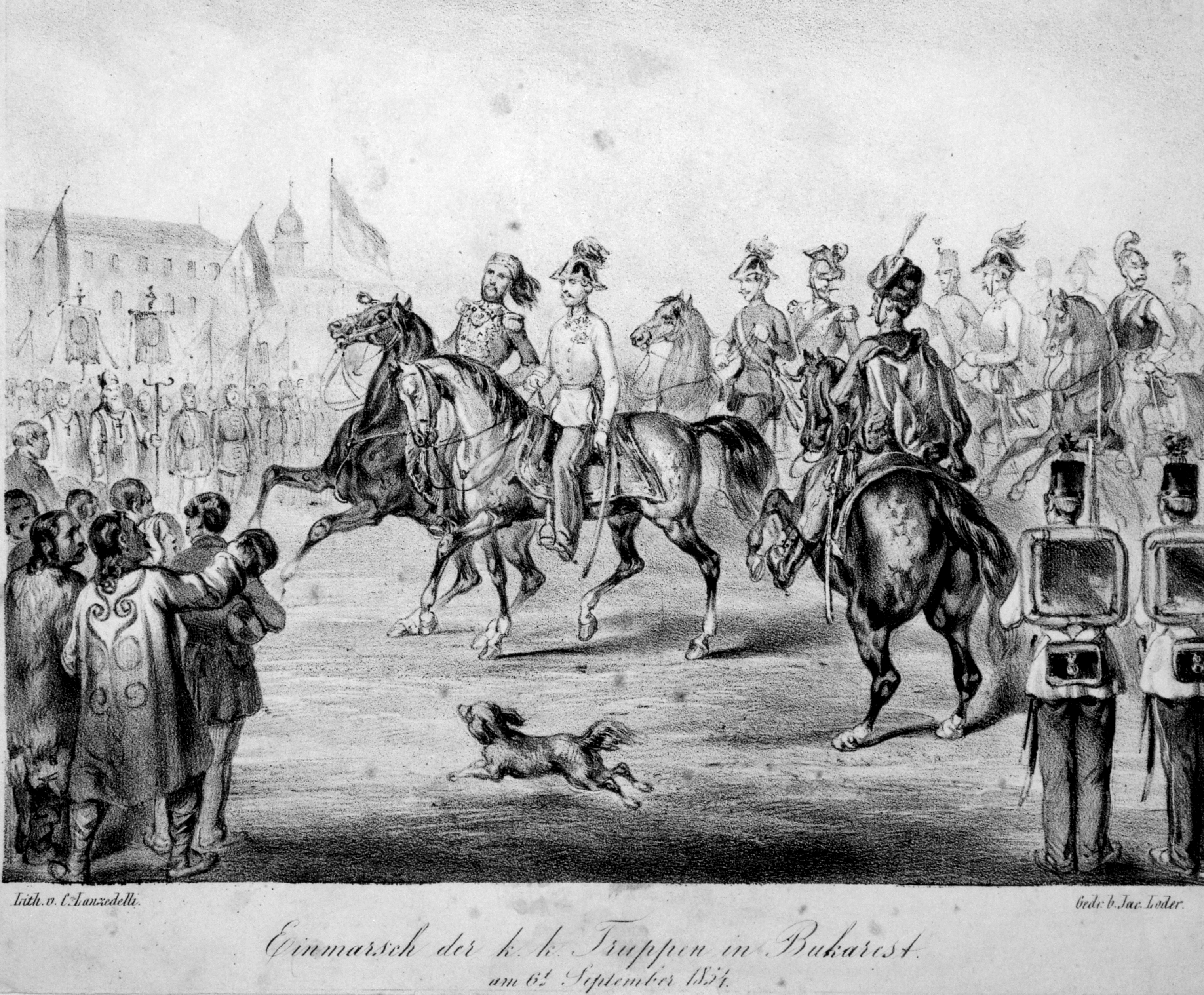
6 septembre : les troupes autrichiennes entrent à Bucarest.

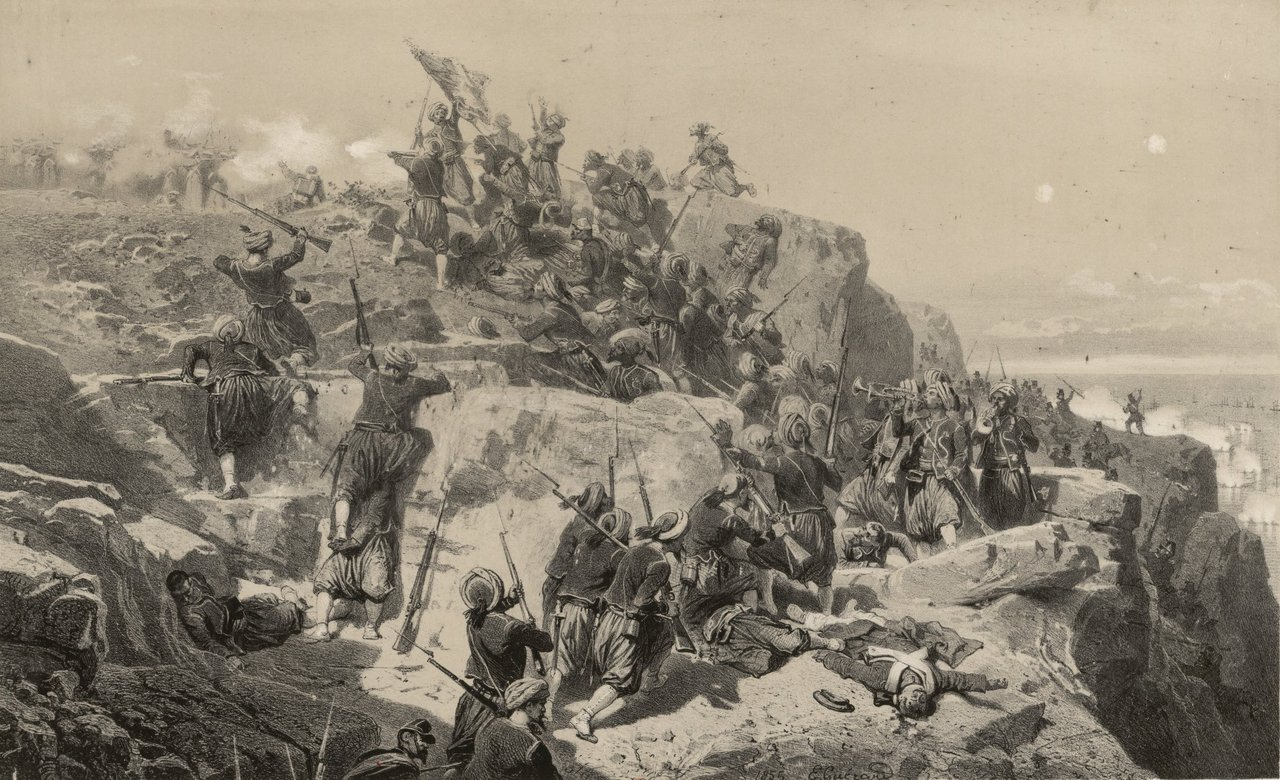
20 septembre : bataille de l’Alma

- 14 septembre, Guerre de Crimée : débarquement des troupes françaises, britanniques et turques à Eupatoria en Crimée[33].
- 19 au 20 septembre : le maréchal de Saint-Arnaud et le Britannique Lord Raglan battent l’amiral russe Menchikov à la bataille de l’Alma[33]. Les généraux Bosquet et Canrobert sont blessés.
- 26 septembre : le maréchal de Saint-Arnaud, malade du choléra, embarque à destination de la France sur le Berthollet. Le général Canrobert lui succède à la tête de l’armée française d’Orient. Le 29 septembre, le maréchal meurt sur le bateau en mer Noire à l’âge de 54 ans[46].

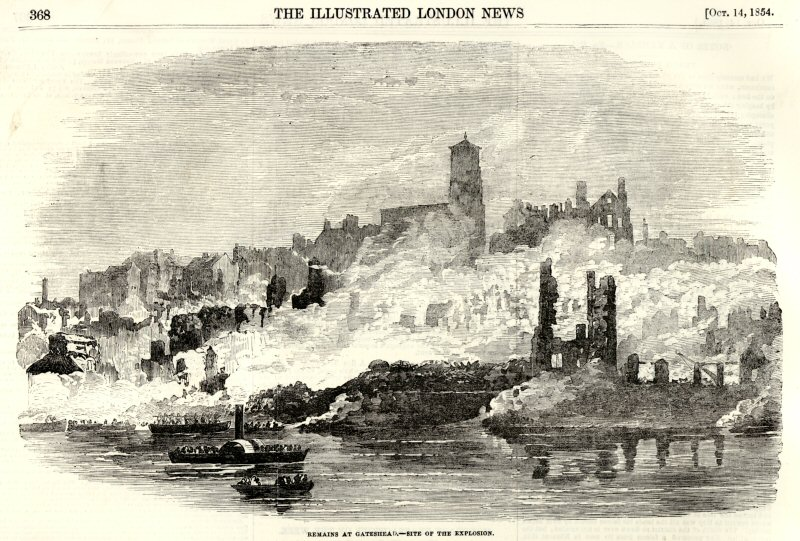
6 octobre : grand incendie de Newcastle et de Gateshead, en Angleterre, illustration du London News du 14 octobre 1854

- 9 octobre, Guerre de Crimée : début du long siège de la ville de Sébastopol qui va durer 11 mois jusqu'au 12 septembre 1855[47]. Au cours de l’hiver, les belligérants engagent des négociations de paix.
- 12 octobre : le roi de Prusse prend des mesures en faveur de la noblesse. Il transforme la chambre haute du landtag en Chambre de la noblesse : les sièges sont désormais attribués à vie et sont transmis héréditairement.

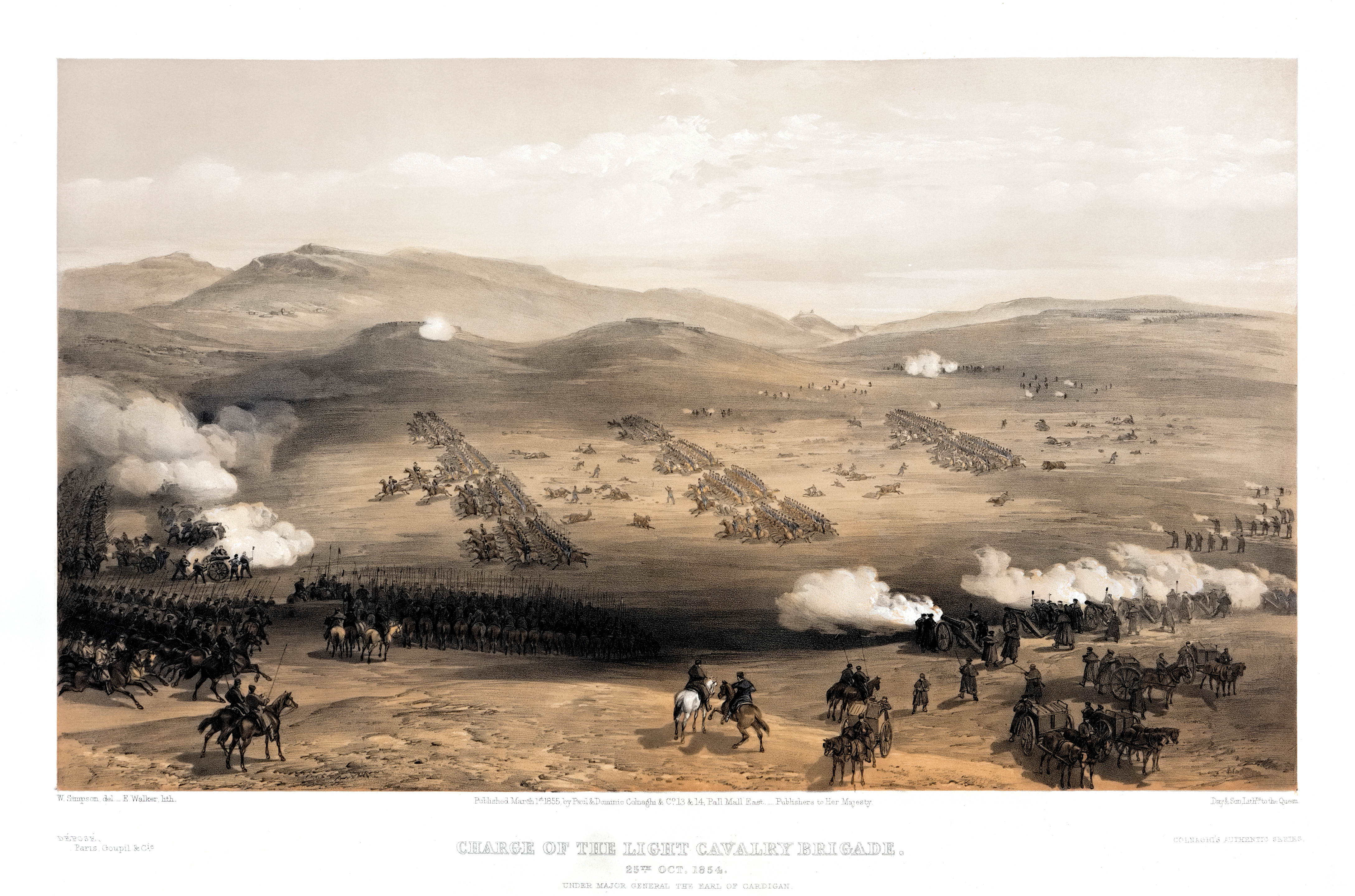
25 octobre, bataille de Balaklava : charge de la brigade légère.

- 25 octobre, Guerre de Crimée : bataille de Balaklava[33], marquée par la charge de la brigade légère de lord Cardigan - immortalisée dans un poème de Lord Tennyson et au cinéma.
- 31 octobre : signature de la Convention du 20/31 octobre 1854 entre la Confédération suisse et le grand-Duché de Bade concernant la délimitation des frontières[48].
- 5 novembre, Guerre de Crimée : les troupes russes de l'amiral Menchikov sont défaites à la bataille d’Inkerman, par les généraux français Bosquet et Canrobert[33].
- 14 novembre : une terrible tempête traverse l’Europe d'ouest en est, causant la perte de 41 navires en Mer Noire[49].
- 2 décembre : ultimatum autrichien à la Russie — Formation d'une alliance de l’Autriche avec le Royaume-Uni et la France[38].
- 8 décembre : le pape Pie IX proclame le « dogme de l’immaculée conception de la vierge Marie » pour l’Église catholique romaine par la bulle Ineffabilis Deus[50].

## Naissances en 1854
- 10 janvier :
  - Henry Detouche, peintre, dessinateur, aquarelliste, graveur, lithographe, écrivain et critique d'art français († 12 mars 1913).
  - Heinrich Köselitz, compositeur allemand († 15 août 1918).
  - Richard von Perger, chef d’orchestre, pédagogue et compositeur autrichien († 11 janvier 1911).
- 11 janvier : Louis Maurice Pierrey, peintre français († 23 juin 1912).
- 14 janvier : Auguste Jouve, photographe, céramiste et peintre français († 14 novembre 1936).
- 17 janvier : Antonio Moscheni, frère jésuite, missionnaire et peintre religieux italien († 15 novembre 1905).
- 20 janvier :
  - Émile Bastien-Lepage, peintre français († 19 janvier 1938).
  - Frank B. Weeks, homme d'affaires et homme politique américain († 2 octobre 1935).
- 22 janvier : Auguste Chérion, compositeur et maître de chapelle français († 1904).
- 23 janvier : Louis Bernard-Saraz, compositeur français († 22 juin 1908).
- 29 janvier : Georges-Henri Manesse, peintre, aquarelliste, graveur et illustrateur français († 10 décembre 1941).

- 4 février : Franz Courtens, peintre belge († 2 janvier 1943).
- 7 février : Charles Francisque Raub, peintre français  († 4 septembre 1926).
- 10 février : Giovanni Muzzioli, peintre italien († 5 août 1894).
- 13 février : Maxmilián Pirner, peintre et enseignant austro-hongrois puis tchécoslovaque († 2 avril 1924).
- 20 février : Désiré Lubin, peintre français († 4 juin 1929).
- 23 février : José de Calasanz Félix Santiago Vives y Tutó, capucin et cardinal espagnol († 7 septembre 1913).
- 25 février : Émile Dezaunay, peintre et graveur français († 4 juin 1938).
- 27 février : Auguste Raynaud, peintre français († 21 décembre 1937).

- 12 mars :
  - Émile Reinaud, avocat, homme politique et écrivain français († 21 novembre 1924).
  - Christian Skredsvig, peintre et écrivain norvégien († 19 janvier 1924)
- 18 mars :
  - Adolfo Hohenstein, peintre, affichiste, costumier et décorateur allemand († 12 avril 1928).
  - Nikolaï Rouzski, général russe († 18 octobre 1918).
- 23 mars : René Henri Ravaut, peintre français († 23 avril 1913).
- 25 mars : Gabriel Biessy, peintre français († 1935).
- 27 mars :
  - Władysław Kulczyński, zoologiste polonais († 9 décembre 1919).
  - Edgar Tinel, compositeur et pianiste belge († 28 octobre 1912).

- 10 avril : Albert-Antoine Lambert, peintre français († 27 août 1925).
- 12 avril : Paul Louchet, bronzier, ciseleur, sculpteur, peintre et graveur français († 16 août 1936).
- 13 avril : Wilhelm Claudius, peintre, illustrateur et dessinateur allemand († 25 septembre 1942).
- 16 avril : Auguste Félix Bauer, peintre d'histoire français († 1933).
- 18 avril : José Frappa, peintre français († 17 février 1904).
- 19 avril : Charles Angrand, peintre néo-impressionniste français de l'École de Rouen († 1er avril 1926).
- 24 avril : Albert Fourié, sculpteur, peintre et illustrateur français († 17 décembre 1937).
- 29 avril : Henri Poincaré, mathématicien français († 17 juillet 1912).

- 1er mai :
  - William Percy French, compositeur, parolier et auteur d'aquarelles irlandais († 24 janvier 1920).
  - William Woodville Rockhill, homme politique et diplomate américain († 8 décembre 1914).
- 6 mai : George Winthrop Fairchild, homme politique américain († 31 décembre 1924).
- 6 mai : Herménégilde Duchaussoy, météorologue, enseignant et maire français († 17 avril 1934).
- 21 mai : John Frederick Peto, peintre américain († 23 novembre 1907).
- 22 mai : Jacob Gould Schurman, ambassadeur, professeur et homme politique américain († 12 août 1942).
- 25 mai : Joannès Drevet, peintre et graveur français († 12 juin 1940).
- 26 mai : Augustin Marcotte de Quivières, peintre français († 23 février 1907).
- 30 mai : Wenceslau de Moraes, officier de la marine et écrivain portugais († 1er juillet 1929).

- 5 juin : Iouri Pen, peintre russe puis soviétique († 1er mars 1937).
- 8 juin : Félix Despagnet, ophtalmologue français († 11 août 1902).
- 11 juin : Theodor Rocholl, peintre allemand († 13 septembre 1933).
- 13 juin : Jenny Nyström, peintre et illustratrice suédoise († 17 janvier 1946).
- 15 juin : Phraya Manopakorn Nititada, 1er premier ministre de Thaïlande († 1er octobre 1948).
- 16 juin : Hugo Thimig, acteur et réalisateur allemand († 24 septembre 1944).
- 18 juin : Maurice Ordonneau, dramaturge et compositeur français († 14 novembre 1916).
- 26 juin : Louis Sérendat de Belzim, peintre mauricien et français († 25 mars 1933).

- 3 juillet : Leoš Janáček, compositeur tchèque  († 12 août 1928).
- 4 juillet : Heinrich Zöllner, compositeur et un chef d'orchestre allemand († 8 mai 1941).
- 15 juillet : Jacek Malczewski, peintre polonais († 8 octobre 1929).
- 20 juillet : Marie Petiet, peintre portraitiste française († 16 avril 1893).
- 23 juillet : Norbert Gœneutte, peintre, graveur et illustrateur français († 9 octobre 1894).
- 24 juillet : Konstantin Jirecek, slaviste et historien austro-hongrois († 10 janvier 1918).
- 25 juillet : Charles Eldridge, acteur américain († 29 octobre 1922).
- 30 juillet :
  - Auguste-Antoine Durandeau, peintre et décorateur français († 1941).
  - Alfred Smith, peintre post-impressionniste français († 3 novembre 1936).

- 3 août : Fernand de La Tombelle, compositeur et organiste français († 13 août 1928).
- 5 août : Nelson W. Fisk, homme d'affaires et homme politique américain († 1er octobre 1923).
- 10 août : Maurice George Moore, militaire et homme politique irlandais († 8 septembre 1939).
- 17 août : Georges Dubosc, peintre et journaliste français († 18 juin 1927).
- 23 août : Moritz Moszkowski, compositeur et pianiste allemand d'ascendance polonaise († 4 mars 1925).

- 1er septembre : Engelbert Humperdinck, compositeur allemand († 27 septembre 1921).
- 6 septembre :
  - Max Wladimir von Beck, homme politique autrichien († 20 janvier 1943).
  - Jan Monchablon, peintre français († 2 octobre 1904).
- 11 septembre : Hippolyte Petitjean, peintre français († 18 septembre 1929).
- 16 septembre : Armand Berton, peintre, illustrateur et graveur français († 1927).
- 18 septembre : Fausto Zonaro, peintre italien († 19 juillet 1929).
- 20 septembre : Fernand Quignon, peintre français († 31 janvier 1941).
- 22 septembre : Ovide Musin, violoniste et compositeur belge († 30 octobre 1929).
- 29 septembre : Cincinnatus Leconte, homme politique et militaire haïtien († 8 août 1912).
- 30 septembre : Léon-Gustave Ravanne, peintre français († 14 octobre 1904).

- 10 octobre : Gerónimo Giménez, compositeur et chef d'orchestre espagnol († 19 février 1923).
- 14 octobre :
  - Gabriel de Cool, peintre français († novembre 1936).
  - Henry Tenré, peintre français († 29 janvier 1926).
- 16 octobre : Oscar Wilde, écrivain irlandais († 30 novembre 1900).
- 17 octobre : Jeanne Alaux, peintre et dessinatrice française († 5 février 1908).
- 19 octobre :
  - Alfred Melot, peintre français († 31 juillet 1941).
  - Sergueï Vassilkovski, peintre russe († 7 octobre 1917).
- 20 octobre :
  - Alphonse Allais, écrivain, humoriste († 28 octobre 1905).
  - Édouard Michel-Lançon, peintre français († 1931).
  - Arthur Rimbaud, poète français († 10 novembre 1891).
- 21 octobre : Leonard Ochtman, peintre impressionniste américain d'origine néerlandaise († 27 octobre 1934).
- 22 octobre :
  - Gaston de La Touche, peintre, graveur, illustrateur et sculpteur français († 12 juillet 1913).
  - Pertap Singh d'Idar, homme d'État indien († 4 septembre 1922).
- 24 octobre :
  - Axel Axelson, peintre suédois († 10 avril 1892).
  - Louis Braquaval, peintre français († 19 novembre 1919).
  - Horace Plunkett, homme politique anglo-irlandais († 26 mars 1932).
- 25 octobre : Daniel Ihly, peintre suisse († 19 janvier 1910).
- 31 octobre : Hermann Hendrich, peintre allemand († 18 juillet 1931).

- 6 novembre : John Philip Sousa à Washington, DC. († 6 mars 1932).
- 9 novembre :
  - Hugo Mühlig, peintre allemand († 16 février 1929).
  - Joseph Miroslav Weber, compositeur, violoniste et organiste tchèque † 1er janvier 1906).
- 16 novembre :
  - Louis-Alexandre Cabié, peintre français († 26 février 1939).
  - Luigi Gioli, peintre italien ( † 27 octobre 1947).
- 17 novembre : Hubert Lyautey, maréchal de France († 27 juillet 1934).
- 21 novembre : Giacomo della Chiesa, futur pape Benoît XV († 22 janvier 1922).
- 26 novembre : Émile Wambach, compositeur, chef d'orchestre, violoniste et pianiste belge († 6 mai 1924).

- 3 décembre : Fernand Mourret, prêtre, historien et écrivain français († 28 mai 1938).
- 9 décembre : Pekka Hannikainen, compositeur et chef de chœur finlandais († 13 septembre 1924).
- 11 décembre : Eugène Galien-Laloue, peintre et graveur français († 18 avril 1941).
- 14 décembre : Vojtěch Hynais, peintre austro-hongrois puis tchécoslovaque († 22 août 1925).
- 19 décembre : Robert Vollstedt, compositeur allemand de valses († 22 novembre 1919).
- 21 décembre : Victor-Jean Daynes, peintre français († 1930).
- 23 décembre : Adrian Stokes, peintre britannique († 30 novembre 1935).
- 30 décembre : Enrico Giannelli, peintre italien († 15 juillet 1945).

- Date précise inconnue :
  - Eugène-Louis Chayllery, peintre français († 8 août 1926).
  - Frédéric Samuel Cordey, peintre français († 1911).
  - Napoleone Parisani, peintre italien († 1932).

## Décès en 1854
- 6 janvier : Luigi Vacca, peintre italien (° 1778).
- 13 janvier : Marie Octavie Sturel Paigné, peintre française (° 9 mai 1819).
- 16 janvier : Charles Gaudichaud-Beaupré, botaniste français (° 4 septembre 1789).

- 11 février : Antoine de Stolberg-Wernigerode, homme politique allemand (° 23 octobre 1785).
- 17 février : John Martin, peintre britannique (° 19 juillet 1789).
- 27 février : Félicité Robert de Lamennais, philosophe chrétien français, à Paris (° 19 juin 1782).

- 10 mars : José Clemente Pereira, magistrat et homme politique luso-brésilien (° 17 février 1787).
- 13 mars : Joseph de Villèle comte de Villèle, homme politique français (° 14 avril 1773).

- 1er avril : Henriette Lorimier, portraitiste française (° 7 août 1775).
- 21 avril : Jean Desfossés, homme politique canadien (° novembre 1787).

- 2 mai : Sulpiz Boisserée, artiste allemand (° 2 août 1783).
- 21 mai : Bernhard von Lindenau, avocat, astronome, homme politique et collectionneur d'art allemand (° 11 juin 1780).

- 1er juin : Josipina Turnograjska, écrivaine et compositrice slovène (° 9 juillet 1833).
- 16 juin : Francisco de Paula Sousa e Melo, noble et homme politique brésilien (° 5 janvier 1791).

- 29 juillet : Pierre Duval Le Camus, peintre français (° 13 février 1790).

- 7 août : Heinrich Praeger, maître de chapelle, violoniste, guitariste et compositeur (° 23 décembre 1783).
- 12 août : Antoine Chazal, peintre et graveur français (° 8 novembre 1793).
- 14 août : Pietro Nocchi, peintre néoclassique italien (° 11 juin 1783).
- 21 août : August Ferdinand Anacker, compositeur allemand (° 17 octobre 1790).

- 2 septembre : Pierre Alphonse Laurent, mathématicien français (° 18 juillet 1813).
- 12 septembre : Charles-François Brisseau de Mirbel, botaniste et homme politique français (° 27 mars 1776).
- 17 septembre : Pierre Paul Demaray, homme politique canadien (° 8 octobre 1798).
- 18 septembre : John W. Taylor, homme politique américain (° 26 mars 1784).
- 20 septembre : Frederick Catherwood, illustrateur et architecte britannique (° 27 février 1799).
- 22 septembre : Armand Jacques Leroy de Saint-Arnaud, maréchal de France (° 20 août 1798).

- 5 octobre : « Leoncillo » (Juan León y López), matador espagnol (° 2 septembre 1788).
- 16 octobre : Goswin de Stassart, homme d'État et écrivain belge (° 2 septembre 1780).
- 22 octobre : José María Paz, militaire espagnol puis argentin (° 9 septembre 1791).
- 26 octobre : Carlos Bello, écrivain et homme politique chilien (° 30 mai 1815).
- 27 octobre : Théodore de Jolimont, peintre et lithographe français (° 8 février 1787).

- 21 novembre : Thomas Degeorge, peintre français (° 8 octobre 1786).
- 24 novembre : Carl Joseph Begas, peintre allemand (° 30 septembre 1794).

- 7 décembre : Ödön Beöthy, homme politique hongrois (° 2 décembre 1796).

- Date précise inconnue :
  - Márkos Dragoúmis, enseignant et homme politique grec (° 1770).
  - Michele Ridolfi, peintre italien (° 1793).